# Isaac Zida
Isaac Yacouba Zida (Yako, Alto Volta, 16 de noviembre de 1965) es un militar burkinés. Ejerció de facto como jefe de Estado de Burkina Faso por un breve periodo durante noviembre de 2014.

## Biografía
Zida obtuvo un máster en Gestión internacional de la Universidad de Lyon. Bajo el gobierno de Compaoré se desempeñó como Comandante del Regimiento de Seguridad Presidencial. Fue un pacificador de la ONU enviado a la República Democrática del Congo durante el conflicto de 2008 a 2009.
Asumió transitoriamente el poder tras la revuelta del 30 de octubre de 2014, después del desistimiento de Honoré Traoré, quien también se había autoproclamado jefe de Estado con una facción del ejército, luego que el exmandatario Blaise Compaoré había sido derrocado. Tras una reunión entre los líderes de las dos facciones, el teniente coronel Zida asumió la jefatura y se unificó el ejército. En su primer discurso a la nación prometió la celebración de elecciones democrática en un lapso no mayor a 12 meses.
Después de 18 días de gobierno, entregó el poder al presidente Michel Kafando, quien fue depuesto por un golpe de Estado el 17 de septiembre y restituido el 23 de septiembre de 2015, hasta las elecciones de diciembre de 2015, donde Roch Marc Christian Kaboré se hizo con el cargo.